# Фюрузан
Фюрузан (псевдоним, имя при рождении Ферузе Черчи; 29 октября 1932, Стамбул — 11 февраля 2024, Стамбул) — турецкая писательница.

## Биография
Родилась в Стамбуле. В 1946 году окончила начальную школу в Ялове. Вследствие недостатка средств, не смогла продолжить образование. Затем работала актрисой. Писать начала в 1956 году В 1965-72 годах активно публиковалась.
В 1976 году опубликовала сборник «Yeni Konuklar», который состоит из интервью турецких мигрантов, работающих в Германии. В сборнике критикуется немецкий капитализм, в то же время высоко оцениваются качества турецких мигрантов.

## Творчество
Большая часть произведений посвящена социальной проблематике.
Первый рассказ был опубликован в журнале в 1956 году.
Произведения Фюрузан переведены на английский, испанский, итальянский, немецкий и французский языки.
За произведение «Бесплатный интернат» (тур. Parasız Yatılı) получила премию Саита Фаика за 1972 год.
В 1990 году по мотивам произведения Фюрузан «Benim Sinemalarım» Гюльсюн Карамустафа сняла фильм, роли в котором исполнили Хюлья Авшар и Яман Окай.

## Личная жизнь
Состояла в браке с карикатуристом Турханом Сельчуком, позднее супруги развелись. В браке родилась дочь Аслы.